# 哨戒艦艇
哨戒艦艇（しょうかいかんてい）は、領海や沿岸、内海、内水、港湾等での防衛・警備・救難活動を目的とした軍艦。また、本項目では英語のpatrol boatに準拠し、同様の任務に当たる政府用船舶（公船・官船）についても扱う。ただし、より戦闘的な性格の強い魚雷艇、ミサイル艇に関しては高速戦闘艇（FAC）において扱う。

## 概要
哨戒艦艇は、大きなものではヘリコプター搭載が可能なアメリカ沿岸警備隊のカッターや小さなものでは民用のプレジャーボートを小改造したものまであって種類は様々である。なお大型のものはOPV（Offshore Patrol Vessels、沖合巡回船）と呼ばれることもある。船形の大小を問わず、基本的に武装は機関銃や小口径の艦砲程度にまで限られ、警察任務や救難任務等に力を入れている事が多い。このため武装よりもむしろ高速性や長い航続距離など、機動力を要求される事がほとんどである。また、大型のものでは取調室や留置施設といった警察任務の遂行に必要な設備が整えられている事もある。日本ではこれらの設備を備えた巡視船を海上保安庁が保有している。
歴史的に哨戒任務に当てられていた、海軍に所属し砲を主武装とする哨戒艦艇などの砲艦などは、20世紀後半からミサイル艇に取って代わられつつあった。しかし、麻薬密輸阻止や漁業取締りなど、平時を重視した哨戒艦艇こそが適した任務も多くあるほか、200浬に拡大した排他的経済水域での警備活動も重要度を増したため、各国海軍や沿岸警備隊は、艦艇の充実につとめつつある。
アメリカ海軍は、哨戒任務はもっぱらアメリカ沿岸警備隊の任務であるとして整備に消極的で、サイクロン級沿岸哨戒艇や何種類かの高速哨戒艇は特殊部隊活動用に整備されており、他国の同種艦艇と一線を画している。また、ベトナム戦争中には、PBRなどと呼ばれる多数の河川哨戒艇が在籍していたが、これは主にメコン川流域における哨戒活動や対ゲリラ戦に投入されていた。しかし、近年は艦艇や基地へのテロ攻撃に対する備えからシー・アーク・ドーントレス哨戒艇など武装小艇の強化に努めている。これらは主に海外での運用を前提にしており、輸送機や揚陸艦などで容易に運搬できるのが特徴である。
哨戒艇は基本的に警備任務に従事するものであるが、実戦経験も存在する。スリランカ内戦においては、反政府勢力であった「タミル・イーラム解放のトラ」の海上部隊「ブラック・タイガー」が多数の武装ボートを用いて商船や漁船、武装の乏しい軍艦（輸送艦など）を襲撃する一種の飽和攻撃（群狼作戦とも言われる）を行なった。これに対して、スリランカ海軍は同数もしくはそれ以上の高速哨戒艇（イスラエル製デボラ（ドボラ）型など）を用いて襲撃部隊を殲滅する戦術が取られた。

## 歴史

### 日本海軍
太平洋戦争期の日本海軍は哨戒艇という艦種を整備していたが、主に旧式化した駆逐艦を改装したもので、領域警備よりも船団護衛艦や高速揚陸艦としての性格が強かった。
- 第一号型哨戒艇 - 2隻
- 第三十一号型哨戒艇 - 9隻
- 第四十六号哨戒艇

他に戦利哨戒艇として第百一号から第百九号があった。
漁業保護や沿岸警備には1000トン未満の海防艦が利用されていた。

### 海上自衛隊
海上自衛隊では発足当初、港湾警備や連絡などその他業務を担当させるためアメリカから供与された1号型哨戒艇を配備し、続いて国産の19号型哨戒艇を建造したが監視活動は海上保安庁の巡視艇に引き継がれ代替艇は調達されなかった。その後の監視に活動ははやぶさ型ミサイル艇やあぶくま型護衛艦などを兼任させてきたが、2000年代以降、中国やロシアの活動が活発化したことで艦艇数が不足し、掃海艇や訓練支援艦にも監視活動を担当させる状態だったことから、31中期防において哨戒活動に特化した「1900トン型哨戒艦」を導入する予定であったが、31中期防が1年余り残して2022年12月16日に廃止され防衛力整備計画が新たに制定されたため、防衛力整備計画に取り込まれた。今後10隻が建造予定。

### 海外における哨戒艦艇
カナダ海軍
- キングストン級哨戒艦（英語版）

 アメリカ海軍
- サイクロン級哨戒艇
- ウィラード・マリン・キングストン哨戒艇
- シー・アーク・ドーントレス哨戒艇
- PB Mk III型哨戒艇
- Mk VI型哨戒艇

 アメリカ沿岸警備隊（カッター）
- ハミルトン級カッター
- バーソルフ級カッター
- リライアンス級カッター
- ベア級カッター
- アイランド型カッター
- センチネル型カッター

 アイスランド沿岸警備隊
- トール (哨戒艇・初代)（アイスランド語版、ドイツ語版）
- トール (哨戒艇・2代)（アイスランド語版、ドイツ語版）
- トール (哨戒艦・3代)（アイスランド語版、ドイツ語版）
- オーディン (哨戒艦・3代)（英語版）
- エーギル級哨戒艦（英語版）
- バルドル (哨戒艇・3代)（フランス語版）

※水路調査船を兼ねる。
- トール (哨戒艦・4代)（英語版、アイスランド語版）

 アイルランド海軍
- ディアドラ (哨戒艦)
- エマー級哨戒艦
- エンヤ (哨戒艦)
- ローシーン級哨戒艦
- サミュエル・ベケット級哨戒艦

 イギリス海軍
- ピーコック級哨戒艦
- アイランド型哨戒艦
- キャッスル型哨戒艦
- リバー型哨戒艦
- ゲイ級哨戒艇（英語版）
- ダーク級哨戒艇（英語版）
- ブレイヴ級哨戒艇（英語版）
- アタッカー級哨戒艇（英語版）
- バード級哨戒艇（英語版）
- アーチャー級哨戒艇（英語版）
- シミター級哨戒艇

 イタリア海軍
- カシオペア級哨戒艦
- コマンダンテ級哨戒艦

 インド海軍
- スカーニャ級哨戒艦
- サリュー級哨戒艦
- シャチー級哨戒艇（英語版）
- カー･ニコバル級哨戒艇（英語版）

 インド沿岸警備隊
- サマル級巡視船
- ヴィシュワスト級巡視船

 デンマーク海軍
- フリーヴェフィスケン級哨戒艇

 ノルウェー沿岸警備隊
- ノールカップ級哨戒艦
- 「スヴァールバル」（W303）
- 「ハーシュタ」（W318）
- バレンツシャフ級哨戒艦

 オランダ海軍
- ホラント級哨戒艦

 フランス海軍
- ル・フグー級哨戒艇（フランス語版）
- トライデント級哨戒艇（フランス語版）
- P400型哨戒艇
- ダントルカストー級哨戒艦

 オーストラリア海軍
- アタック級哨戒艇（英語版）
- フリーマントル級哨戒艇
- アーミデール級哨戒艇

 ニュージーランド海軍
- モア級哨戒艇（英語版）
- オタゴ級哨戒艦
- ロトイティ級哨戒艇

 マレーシア海軍
- クダ級哨戒艦

 ブルネイ海軍
- ダルサラーム級哨戒艦

 ポルトガル海軍
- ヴィアナ・ド・カステロ級哨戒艦（ポルトガル語版、英語版）

 スペイン海軍
- セルビオーラ級哨戒艦
- メテオロ級哨戒艦

 メキシコ海軍
- ウリベ級哨戒艦（英語版、スペイン語版）
- ホルジンガー級哨戒艦（英語版、スペイン語版）
- シエラ級哨戒艦（英語版、スペイン語版）
- ドゥランゴ級哨戒艦
- オアハカ級哨戒艦（英語版、スペイン語版）

 大韓民国海軍
- 大鷲型哨戒艇
- 新型チャムスリ級高速艇

 フィリピン海軍
- デル・ピラール級哨戒艦